# Herpetogramma minoralis
Herpetogramma minoralis là một loài bướm đêm trong họ Crambidae.